# Psychedelic Pill
Psychedelic Pill är ett studioalbum av Neil Young & Crazy Horse som lanseras 29 oktober 2012 på Reprise Records. Albumet finns i formaten dubbel-CD och dubbel-LP. Young och Crazy Horse hade tidigare 2012 släppt albumet Americana med traditionell musik, men detta album är det första sedan Greendale där gruppen och Neil Young lanserar helt nya låtar. Albumet är med sina 87 minuter det längsta studioalbum som Neil Young släppt, och det är också hans enda studioalbum som släppts som dubbelalbum.
Texterna är i stor utsträckning tillbakablickar på Youngs eget liv. I låten "Twisted Road" sjunger han om känslan över att ha hört Bob Dylans låt "Like a Rolling Stone" första gången, och att lyssna på Grateful Dead på bilradion. "Born in Ontario" handlar om hans kanadensiska ursprung, och "Walk Like a Giant" om Youngs generations försök att förändra världen.

## Låtlista
1. "Driftin' Back" - 27:36
2. "Psychedelic Pill" - 3:26
3. "Ramada Inn" - 16:49
4. "Born in Ontario - 3:49
5. "Twisted Road" - 3:28
6. "She's Always Dancing" - 8:33
7. "For the Love of Man" - 4:13
8. "Walk Like a Giant" - 16:27
9. "Psychedelic Pill" (alternativ inspelningsmix) - 3:32

## Listplaceringar
- Billboard 200, USA: #8[1]
- UK Albums Chart, Storbritannien: #14[2]
- Nederländerna: #11[3]
- Danmark: #11[4]
- Finland: #18[5]
- VG-lista, Norge: #6[6]
- Sverigetopplistan, Sverige: #7[7]